# Oxford University Museum of Natural History

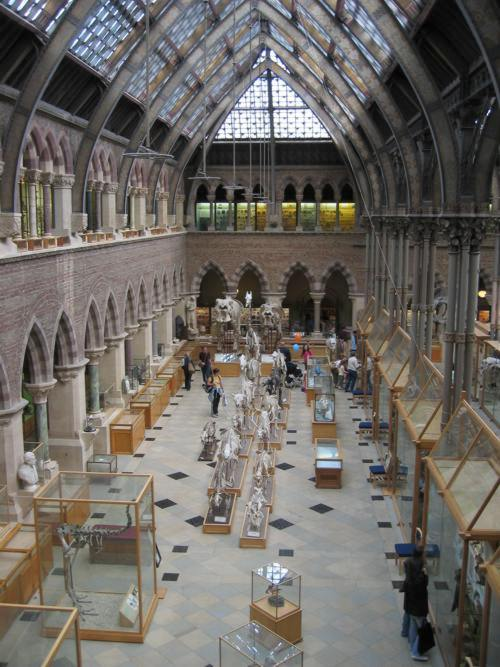
Interiör från däggdjursgalleriet. Notera stenväggen med stenpelare till vänster och järnpelarna mot centralhallen till höger.

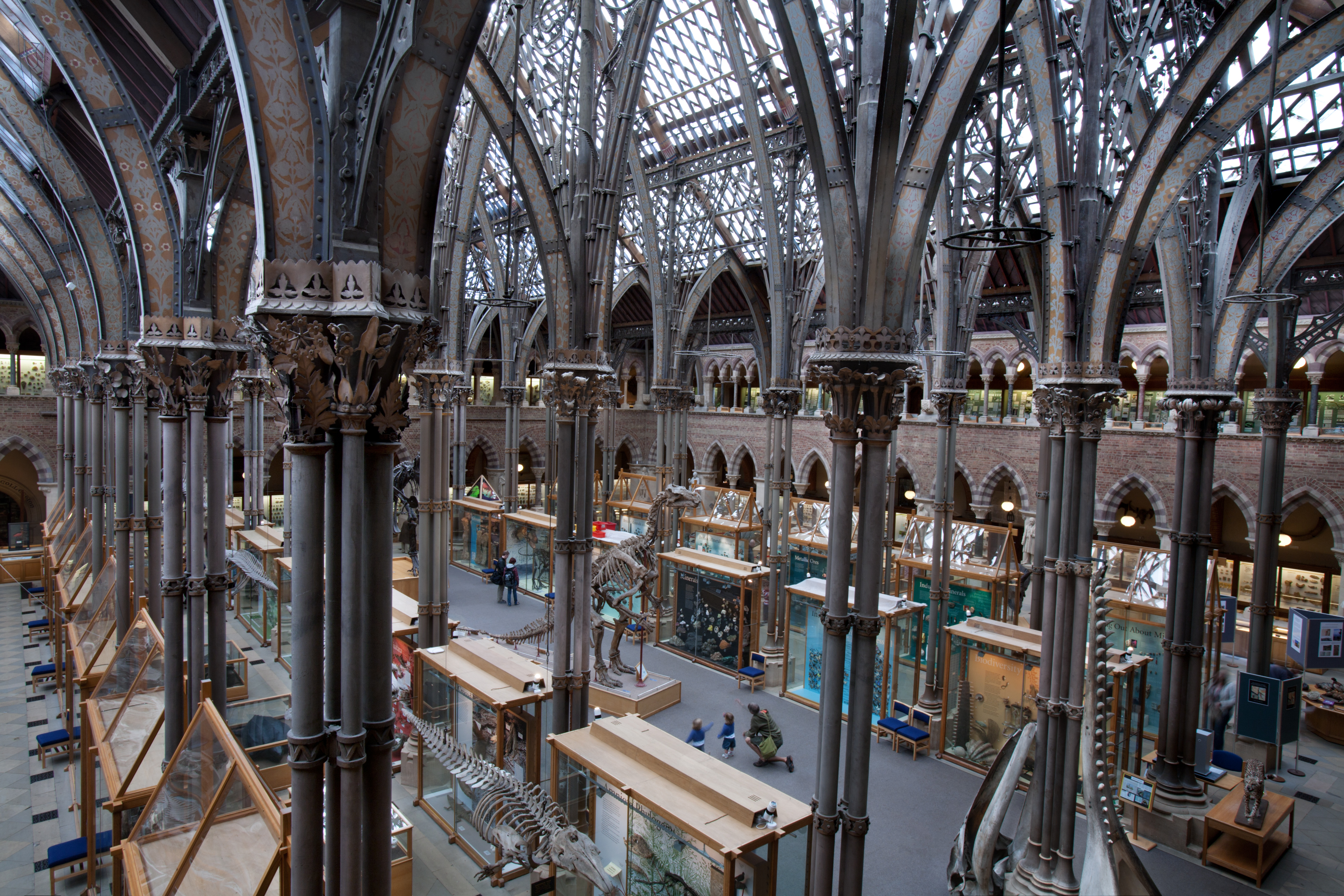
Järnpelare och valv i centralhallen.

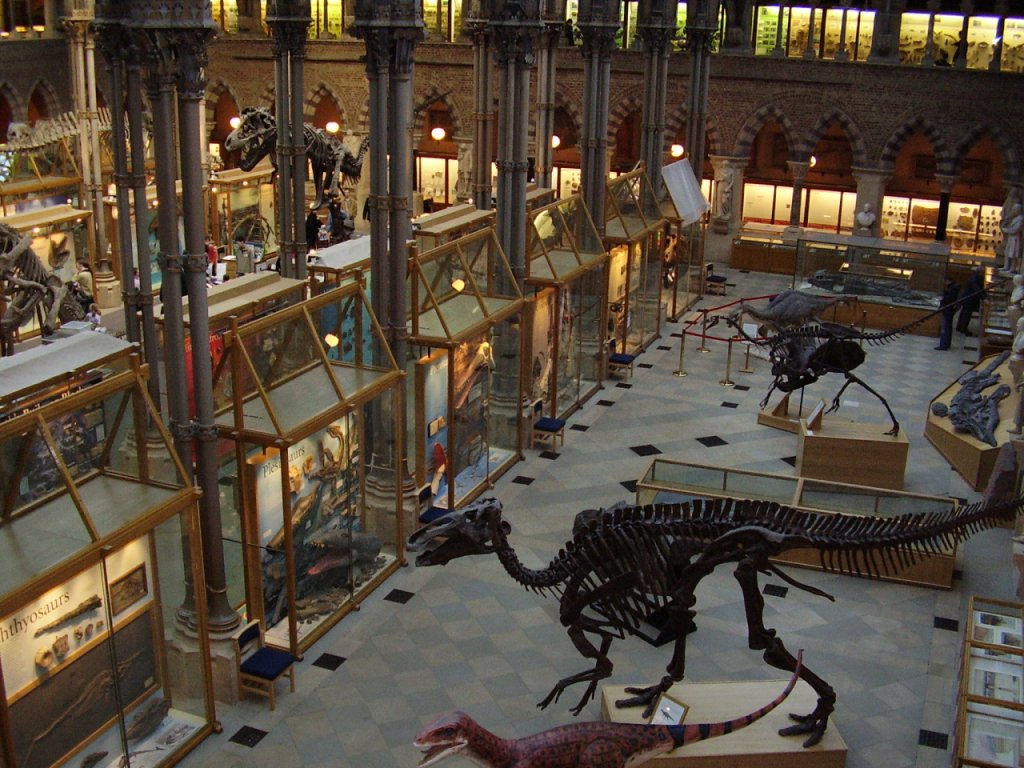
Museets dinosauriegalleri.

Oxford University Museum of Natural History (Oxfords Universitets Naturhistoriska Museum), ibland bara kallat Oxford University Museum (som det hette fram till 1996) eller OUMNH är ett museum i vilket många av University of Oxfords naturhistoriska objekt finns utställda. Det ligger vid Parks Road i Oxford, England. Det innehåller också en föreläsningssal som används av institutionerna för kemi, zoologi och matematik vid universitetet och museet erbjuder också den enda vägen in till det intilliggande Pitt Rivers Museum för allmänheten.

## Byggnadens tillkomst och arkitektur
Universitetets "Honours School of Natural Science" etablerades 1850, men utbildningsanstalterna var spridda runt staden på olika college och samlingarna av anatomiska och naturhistoriska preparat var utspridda på ett liknande sätt.
Professorn i medicin vid Christ Church College, Sir Henry Acland, och prästen Reverend Richard Greswell, en av Ashmolean Societys grundare, initierade byggandet av museet för att samla alla naturvetenskaper kring ett centralt utställningsområde och 1852 utsåg fakultetsrådet en byggnadskommitté, innefattande bland andra Acland och Greswell, som slog fast att universitetet verkligen behövde ett sådant museum. Grundtankarna bakom museets skapande var dock inte odelat naturvetenskapliga, utan grundades snarare på den vid tiden vanliga "naturteologi" som förkunnade att naturen skulle studeras för att visa fram Guds storslagenhet. Även Acland, som var den drivande kraften bakom bygget, var anhängare av naturteologin och såg bygget som ett sätt att uttrycka "Guds andra bok".
Efter åtta månaders lobbying av Acland fattades beslutet om byggande i december 1853 och universitetet köpte då fyra tunnland mark söder om dess parker. Ytterligare fyra tunnland köptes nästa år.
I april 1854 beslutades att utlysa en tävling och i oktober stod som vinnare i denna de irländska arkitekterna Thomas Newenham Deane och Benjamin Woodward, som nyligen hade ritat museet vid Trinity College i Dublin och byggandet inleddes när grundstenen lades den 20 juni 1855 av Earlen av Derby. Förslaget var ett "nygotiskt" bygge inspirerat både av John Ruskin och modernt järn och glas. Mest anslående och även kontroversiellt var att byggnaden, som påminde om en gotisk katedral i sten med spetsbågefönster och statyer, hade ett tak av järn och glas liksom på Crystal Palace (som byggts till Londonutställningen 1851) och, senare, järnvägsstationen St Pancras. Den första järnkonstruktionen var dock för svag och fick ersättas innan den färdigbyggts. Glastaket var inte helt lyckat för museets ändamål - det direkta solljuset har gjort att många exemplar blekts, växthusvärmen på sommaren har lett till att konserveringsspriten avdunstat och ibland har läckor orsakat mindre skador.
Järn- och glastaket täcker museet centrala hall, som omges av stenpelare av olika brittiska bergarter, vilka är märkta med bergartens namn och ursprung. Pelarnas kapitäl och kragstenar är skulpterade som växter från olika ordningar efter levande förebilder från den botaniska trädgården och 46 färdigställdes under åren 1858 till 1860 av de irländska bröderna James och John O'Shea tillsammans med deras brorson Edward Whelan. De övriga pelarna blev färdiga 1910. Medan universitetet stod för kostnaderna för själva byggnaden, delvis från ett överskott från Oxford University Press vilket huvudsakligen kom från tryckande av biblar, bekostades stenhuggeriarbetena av donationer från allmänheten. 28 statyer, varav fem bekostades av drottning Victoria, och byster runt centralhallen föreställer stora filosofer och vetenskapsmän, samt personer från Oxford som bidragit till museet. Bland dessa märks statyer av Hippokrates, Aristoteles, Euklides, Galilei, Newton, Linné och Charles Darwin samt en byst av William Buckland (som bidrog med grunden till de geologiska samlingarna). På grund av bristande medel blev stenarbetena inte klara och vid University Museums (som det hette till 1996) öppnande 1860 var bara 100 av 400 kapitäl och baser klara och museet blev aldrig färdigutsmyckat.
1885 byggdes det intilliggande Pitt Rivers Museum för att rymma generalen Augustus Pitt Rivers' etnografiska och arkeologiska samlingar och under årens lopp har flera andra nya byggnader och tillbyggnader, huvudsakligen för att tillgodose behovet av forsknings- och undervisningslokaler, uppförts. Häribland märks en ny biblioteksbyggnad (Radcliffe Science Library) 1902-1903, Clarendon Laboratories (för fysik) 1870, nya byggnader för kemi 1877 till 1879, tillbyggnader för fysiologi 1908 och 1927, humananatomi 1886 och 1893, patologi 1899 till 1901 och 1927 den nybyggda Sir William Dunn School of Pathology samt nya lärosalar för medicinstuderande som läste zoologi och botanik 1899.

## Organisation
Museets delegater konstituerades 1857 och John Phillips som var föreståndare för Ashmolean Museum utsågs till det naturhistoriska museets förste föreståndare, när Ashmoleans samlingar flyttades dit. Museet öppnade officiellt 1860, men många avdelningar hade flyttat in redan 1858. De första att flytta in var avdelningarna för astronomi, geometri, experimentell fysik, mineralogi, kemi (som hade en separat byggnad på grund av "ångorna" som laboratoriet producerade), geologi, zoologi, anatomi, fysiologi och medicin.
I den södra av centralhallens tre gångar fanns undervisningsmaterial inom matematik, astronomi och fysik och de kemiska och geologiska utställningarna. I centralgången fanns de paleontologiska och i den norra gången Ashmoleans zoologiska och Christ Churchs fysiologiska utställningar. Museet var öppet från klockan 10 till 16 på vintern (till 17 på sommaren) och allmänheten hade tillträde efter klockan 14. Inträdet var gratis.
1902 övergavs föreståndarämbetet och ansvaret övergick till en "Secretaries to the Delegates of the University Museum". 1939 övergick ansvaret för samlingarna till tre professorer: Professorn i geologi fick ansvar för de geologiska och mineralogiska samlingarna, Linacre-professorn fick ansvaret för zoologi och jämförande anatomi medan Hope-professorn fick ansvar för de entomologiska samlingarna. 1969 gick ansvaret för samlingarna över till en kommitté "Committee for the Scientific Collections" medan de tre (senare fyra, när geologi och mineralogi delades på 1970-talet) grupperna av samlingar underställdes var sin kurator.
1996 bytte museet officiellt namn till Oxford University Museum of Natural History, 1997 ersattes "Committee for Scientific Collections" av "Visitors of the Oxford University Museum of Natural History" och 1998 inrättades tjänsten "Director of the University Museum of Natural History".

## Samlingar
De zoologiska samlingarna består av över 250 000 exemplar, varav 1131 typexemplar (1975). Museets mest kända föremål är ett huvud och en fot av en dront som en gång satt på ett uppstoppat exemplar som övergick från John Tradescant den yngre till Ashmolean Museum 1659: De kvarvarande mjukdelarna, bland annat rester av några fjädrar, är de enda bevarade av denna utdöda fågel. Samlingarna innehåller bland annat exemplar insamlade av Thomas Bell, William John Burchell och Charles Darwin.
Hopes entomolgiska samling utgörs av över fem miljoner exemplar varav 25 000 typexemplar av leddjur.
Samlingarna innehåller också 375 000 fossil (över 1 400 typexemplar), insamlade av bland andra Edward Lhwyd, William Buckland, John Phillips och Charles Lyell. Därutöver finns över 30 000 mineral- och ungefär 50 000 bergartsexemplar.
Biblioteket innehåller över 19 000 volymer och över 100 periodiska tidskriftstitlar. Arkivet innehåller bland annat material från William Smith, William Buckland, John Phillips och John Obadiah Westwood.

## Notabla händelser

### Hippocampusdebatten 1860 (till 1862)

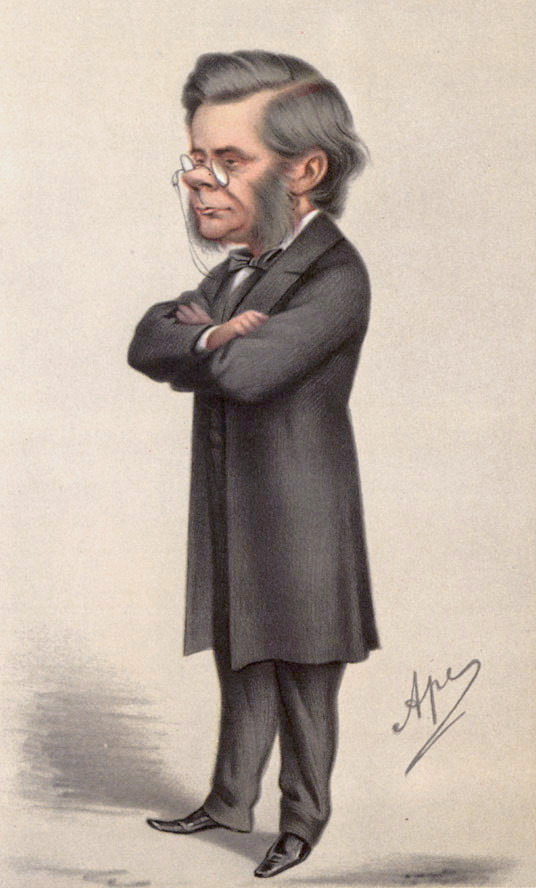
Karikatyr föreställande Thomas Huxley från tidskriften Vanity Fair.

Vid årsmötet i British Association for the Advancement of Science, som hölls i juni och juli 1860 i det då nyöppnade museet, och året efter utgivningen av Charles Darwins On the Origin of Species, höll Richard Owen ett tal den 28 juni där han ifrågasatte Darwins teori och hävdade att "gorillans hjärna skiljer sig mer från människans än vad den gör från den lägsta primatens, speciellt eftersom bara människans har en baklob som sträcker sig över lillhjärnan, ett bakre horn (cornu) och en hippocampus minor", vilket Thomas Henry Huxley rätt och slätt motsade, citerade tidigare studier och lovade att komma med detaljerat stöd för sin uppfattning. Detta ledde till en mångårig och uppmärksammad dispyt mellan Huxley och Owen.

### Debatten mellan Huxley och Wilberforce 1860
Den 30 juni 1860, bara två dagar efter hippocampusdebatten, var det dags igen... Oxfords biskop Samuel Wilberforce höll ett halvtimmeslångt tal i vilket han sägs att ha förlöjligat Darwin och Huxley och avslutat med att rikta frågan till Huxley "om det var från hans farfars eller farmors sida som han härstammade från aporna". Huxley reste sig och svarade att "han skämdes inte för att ha en apa bland sina förfäder, men skulle skämmas för att vara besläktad med en man som använde sina stora gåvor till att beslöja sanningen". Det finns dock olika versioner av händelsen.

### Demonstrationen av trådlös telegrafi 1894
Den första offentliga demonstrationen av trådlös telegrafi ägde rum i föreläsningssalen den 14 augusti 1894, där en radiosignal som sänts från det närbelägna Clarendon Laboratory togs emot. Försöket utfördes av professor Oliver Lodge.

### Charles Dodgson och Dronten

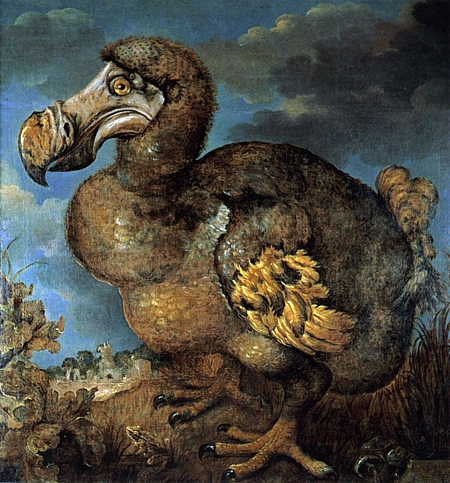
Jan Saverys dront.

Museets kvarlevor av en dront och en målning från 1651 föreställande en dront, utförd av den flamländske konstnären Jan Savery, har troligen inspirerat Charles Dodgson (mer känd som Lewis Carroll), som var en regelbunden besökare, till figuren Dodo som förekommer i Alice i underlandet.